# Castello di Bouka
Il castello di Bouka (in greco Κάστρο της Μπούκας?, dalla parola italiana bocca o dall'antico slavo token buk in forma articolata, che significa «fagus») fu la prima grande fortificazione ottomana di Preveza, nella Grecia nordoccidentale. Fu costruito dagli ottomani nel 1478, per controllare lo stretto del Golfo Ambracio. Nel 1701, i veneziani fecero saltare in aria il castello prima di consegnare Preveza agli ottomani, secondo i termini della pace di Carlowitz.
Il castello di Bouka sorgeva sul sito che oggi è chiamato "Paliosaraga" (Παλιοσάραγα, "Antico Serraglio"). Il serraglio estivo di Ali Pascià di Giannina fu costruito sui resti del castello, all'inizio degli anni 1810. Dopo la liberazione di Preveza da parte dell'esercito greco, nel 1912, c'era un'unità di rifornimento dell'esercito basata sul sito del castello. Oggi ci sono pochissimi resti del castello di Bouka, nonostante il sito generalmente non sia stato edificato.

## Storia

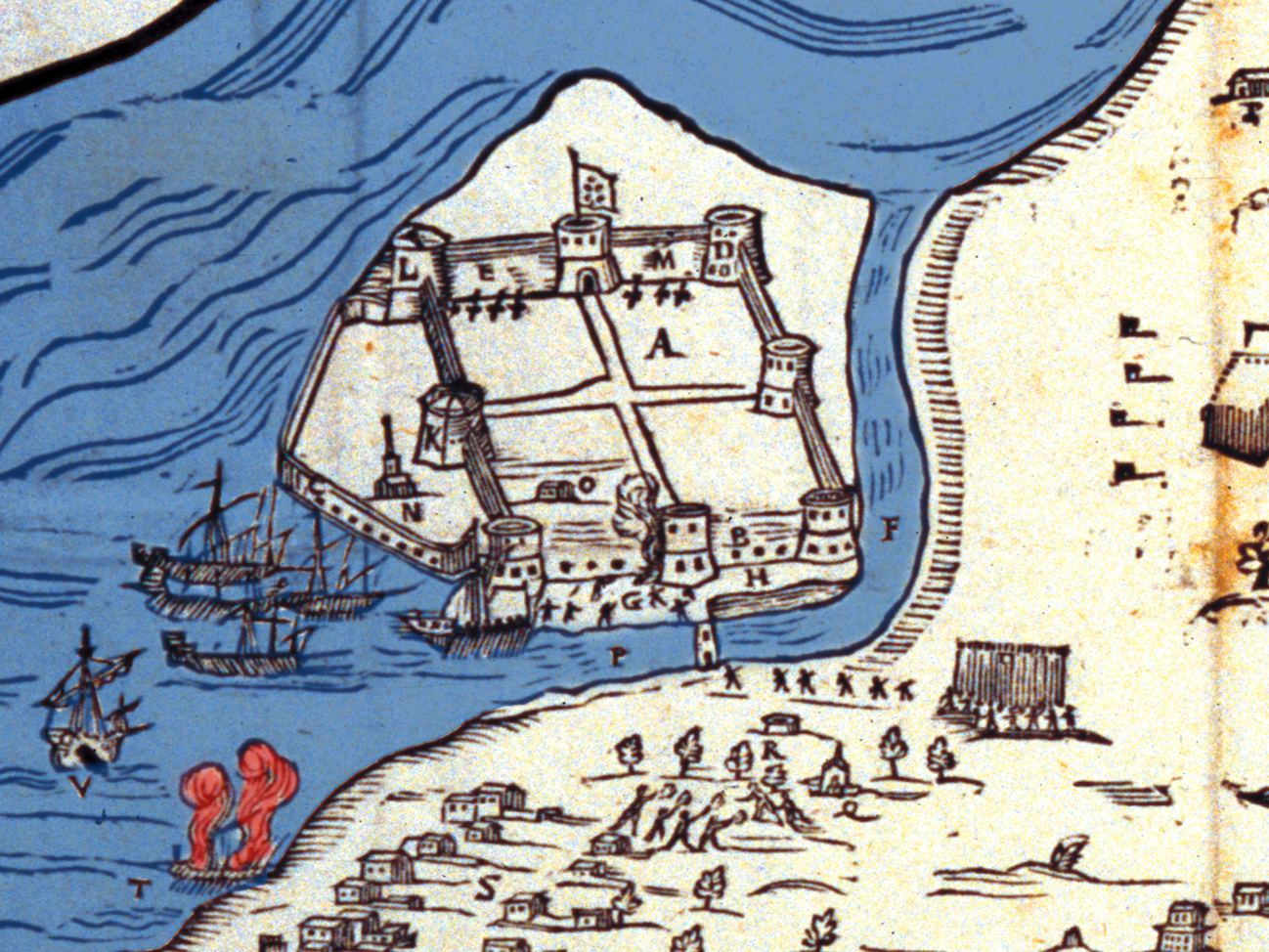
Pianta del castello di Bouka. Incisione di Giovanni Orlandi, 1605

Il castello fu costruito dagli ottomani nel 1478, quindici anni dopo la loro definitiva occupazione della regione di Preveza e Riniassa. La data della costruzione del castello è citata anche nella Cronaca breve numero 71.7: ἔκτισεν τὴν Πρέβεζαν ἐπὶ ἔτους. Maometto II, «fortificò Preveza nell'anno 6986 [Anno Mundi]». L'anno 6986 Anno Mundi corrisponde al periodo tra il 1.9.1477 e il 31.8.1478 del calendario gregoriano. La costruzione del castello alla foce del Golfo Abracio fu subito riconosciuta da Leonardo III Tocco, conte di Cefalonia, in una lettera manoscritta del 31 marzo 1478, come un pericolo per la Repubblica di Venezia. Per questo mandò il suo parente, Bogordo di Tocco, a Venezia per chiedere aiuto. In questa lettera il castello è citato come «castello ala bucca [ovvero foce/ingresso] delo gulfo». Durante i primi anni ottomani, il castello divenne noto come Preveze kalesi, e alla fine diede il nome al piccolo insediamento umano che si formò a nord del castello. La prima volta che il nome Preveza è stato registrato su un documento chiaramente datato è in una lettera di Leonardo Michele di Corfù, nel 1481.
Il castello fu presumibilmente rafforzato dagli ottomani nel 1486-1487, oltre che nel 1495 per scongiurare il pericolo imminente proveniente dall'Occidente, dovuto ai piani di conquista del re francese Carlo VIII, che però furono poi abbandonati. Il castello fu anche migliorato nel 1530, nel 1553 durante il regno di Solimano il Magnifico, e dai Veneziani, dopo aver conquistato Preveza, nel 1684.
Quando il grande viaggiatore ottomano Evliya Çelebi visitò Preveza, intorno al 1670, descrisse Bouka come un castello custodito da una guarnigione di 250 soldati, con strade strette e circa 100 piccole case senza giardini, nonché una moschea costruita dal sultano Solimano I (r. 1520-66). Fuori le mura del castello c'erano 300 grandi case con giardini e un bazar con 100 negozi.

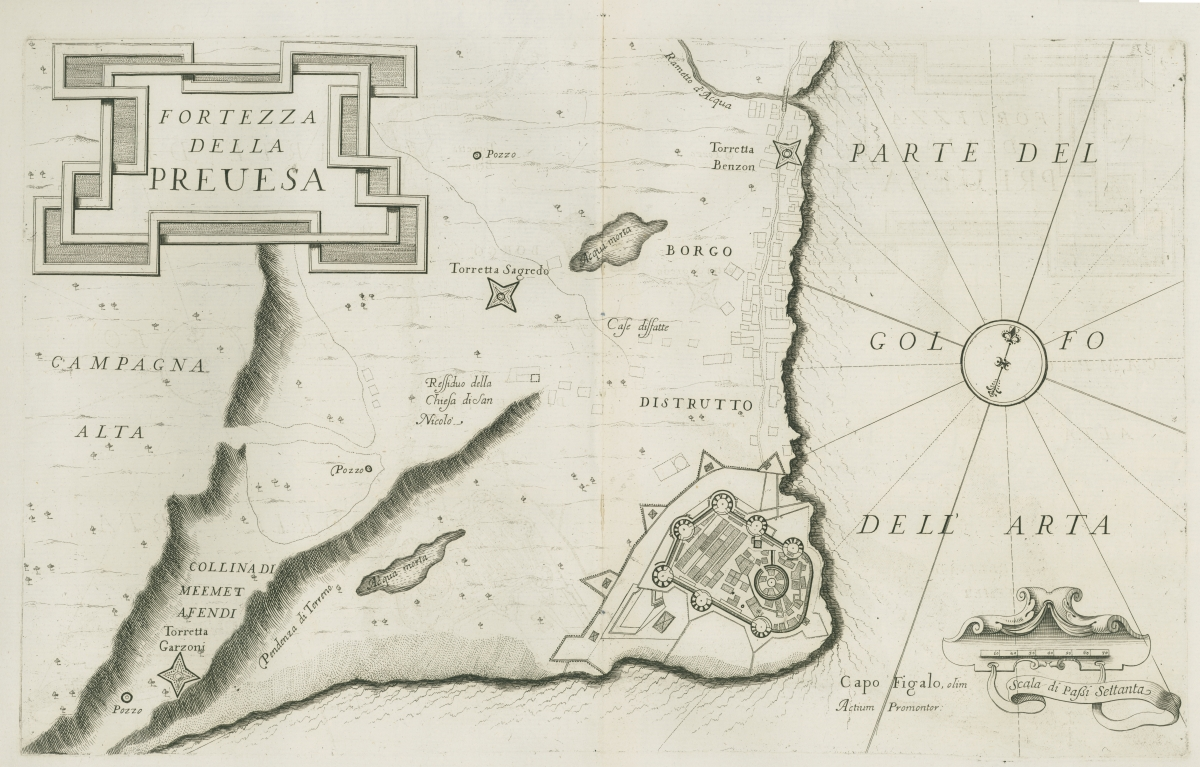
Mappa incisa di Preveza raffigurante il Castello di Bouka

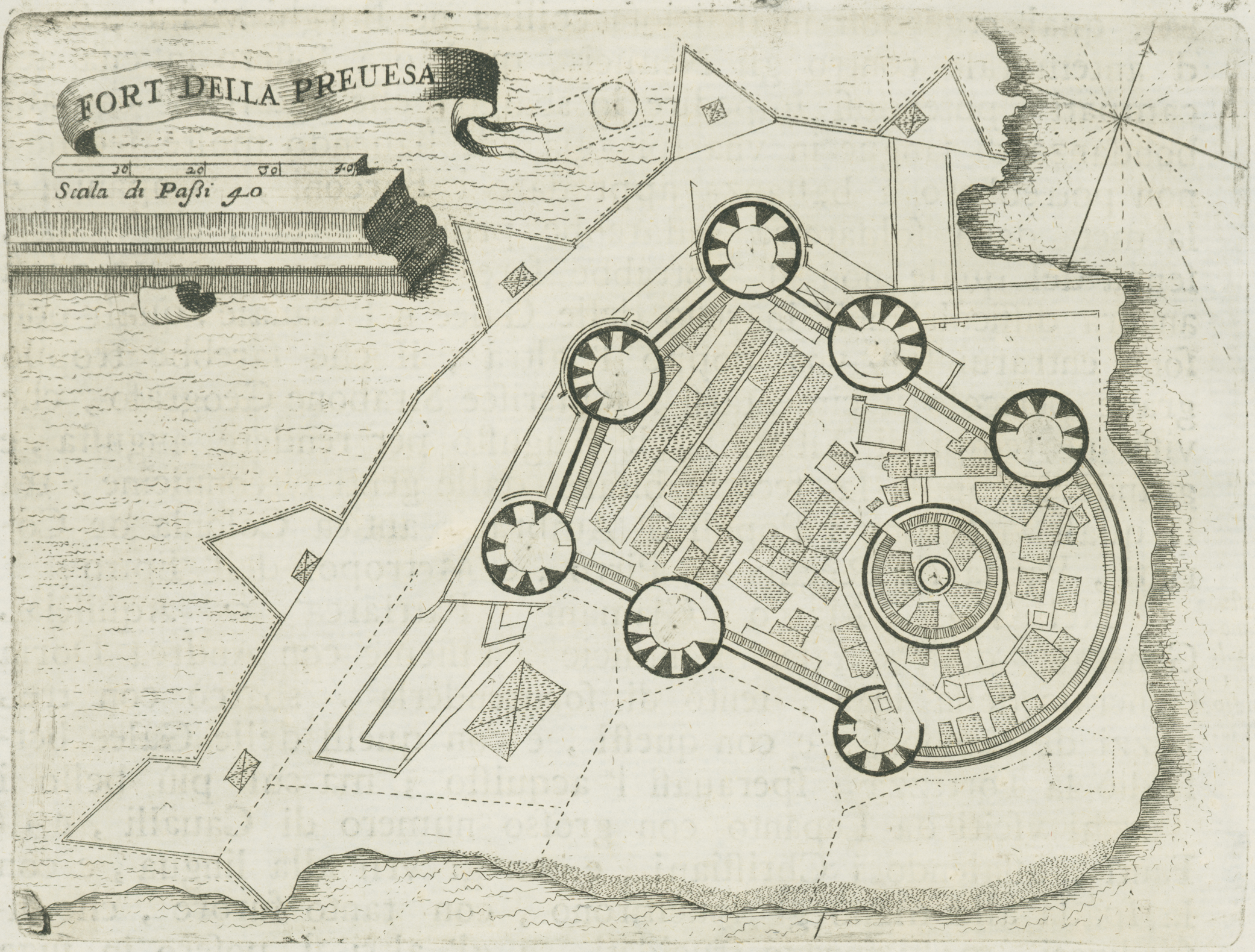
Pianta del castello di Bouka. Incisione di Coronelli, 1686

Il castello fu demolito dai veneziani nel 1701, prima di cedere l'area agli ottomani, in accordo con le disposizioni del Trattato di Karlowitz e altri accordi bilaterali. Subito dopo la demolizione del castello di Bouka e la consegna di Preveza, gli ottomani iniziarono la costruzione di una grande roccaforte per difendere la città e lo stretto del Golfo Ambracio. La nuova roccaforte fu costruita un chilometro a nord del castello demolito, a una distanza di un colpo di cannone da esso, ed è ora conosciuto come castello di Sant'Andrea (il suo nome durante il tardo periodo ottomano era Iç Kale).